# Station Netanja
Station Netanja (Hebreeuws: תחנת הרכבת נתניה Taḥanat HaRakevet Netanja) is een treinstation in de Israëlische plaats Netanja.
Het is een station op het traject Binyamina-Ashkelon en werd officieel geopend in 1953.
Het station ligt aan de straat Derech Harakevet, tussen twee winkelcentra in.

## Faciliteiten
- Telefooncel
- Loket
- Ticketmachine
- Restaurant
- Parkeerplaats
- Toiletten
- Taxi standplaats.

| Eindbestemming | Vorig station | Lijn               | Volgend station | Eindbestemming |
| -------------- | ------------- | ------------------ | --------------- | -------------- |
| Binyamina      | Hadera West   | Binyamina-Ashkelon | Beit Yehoshua   | Ashkelon       |